# Watauga (Tennessee)
Pour les articles homonymes, voir Watauga.
Watauga est une municipalité américaine principalement située dans le comté de Carter au Tennessee. Lors du recensement de 2010, sa population est de 458 habitants.
Selon le Bureau du recensement des États-Unis, la municipalité s'étend en 2010 sur une superficie de 0,83 mille carré (2,15 km2), dont 0,12 mille carré (0,31 km2) dans le comté voisin de Washington qui accueille 87 de ses habitants.
Watauga est une municipalité depuis 1960.